# Тюхин, Михаил Акинфиевич
Михаи́л (Миха́йло) Аки́нфиевич Тю́хин (умер в марте 1634 года в Вологде) — дипломат, член царского посольства князь М. Барятинский, И. Чичерин, М. Тюхин в Персии (1618), думный дьяк приказа Большого дворца (1611), судья Московского судного приказа (1615), провёл перепись населения в Сибири — автор «Дозорной книги» М. Тюхина (1624), исполнял обязанности Туринского воеводы (1632—1633).
Имя Михайлы Акинфиевича Тюхина находим в доступных исторических трудах и источниках, относящихся к периоду первой половины XVII века. Его упоминает С. М. Соловьёв в «Истории России с древнейших времён», В. О. Ключевский в «Курсе русской истории», П. П. Бушев в «Истории посольств и дипломатических отношений Русского и Иранского государств в 1613—1621 годах» и многие другие.
Верный слуга царю Михаилу Фёдоровичу (основателю рода Романовых), неправедно осуждённый боярским судом и пострадавший за правду в результате оговора его Иваном Чичериным. Один их трёх царских послов, несмотря на свою молодость, вынесший на себе основную тяжесть посольства и переговоров со всесильным шахом Аббасом I Великим, невзгоды фактически шахского плена, но и царский гнев за то, что посольство вернулось без необходимого тогда шахского займа.

## Биография
Михаил Акинфиевич Тюхин родом из крестьян Эстляндии, где уже в 1498 году в исторических источниках указан крестьянин Михаил Тюхин в г. Юрьеве (Тарту). Нет фактических оснований для того, чтобы согласиться с некоторыми исследователями связывать имя Тюхина с родом Тютиных (Тюхтиных) в Сибири. Ко времени ссылки в Сибирь у М. Тюхина и жены его Екатерины (Котеринки) был уже взрослый сын Иван и второй сын Михайло. Нет сведений о том, что в течение более десяти лет, проведённых М. Тюхиным в тюрьме и на государевой службе в Сибири, он обзавёлся потомством.
Вся жизнь М. Тюхина — на государевой службе: 1606 г. — дозорщик чёрных волостей Галицкого уезда, 1611 г. — думный дьяк Большого дворцового приказа (обслуживал самого царя и его двор), 1615 г. — 1617 г. судья Московского судного двора, 1616 г. вместе с князем Г. Волконским одновременно верстает призывников в государеву воинскую службу, 1618 г. — вместе с князем М. Барятинским, думным дьяком И. Чичериным посол в Персии у двора шаха Аббаса I Великого. С этим периодом его деятельности связаны наиболее трагические моменты его жизни: обвинение в предательстве интересов государя, боярский суд (февраль 1621) и приговор (март 1621) боярского суда. 4 ноября 1618 года состоялась аудиенция у шаха Аббаса I Великого русского посольства под руководством кн. М. Барятинского в сопровождении И. Чичерина и М. Тюхина, на которой шах высказался против притеснений его торговых людей в России. 6 ноября 1618 года шах призвал к себе М. Тюхина, который по согласию кн. М. Барятинского и И. Чичерина, прибыл к шаху. Всю аудиенцию М. Тюхина сопровождал русский толмач, который на допросе подтвердил слова М. Тюхина, что называл посла шаха своим кардашем (братом) «по-простому и без хитрости», потому как он называл кардашами (братьями) и кн. М. Барятинского, и И. Чичерина. За то по приказу молодого царя Михаила Фёдоровича М. Тюхин был судим боярским судом. На суде М. Тюхин своей вины не признал, и свидетели подтвердили его слова о том, что он не предал. Решающее свидетельство Ивана Чичерина было против М. Тюхина. При этом, думный дьяк И. Чичерин в мае 1613 подписал грамоту об избрании на царство Михаила Романова, и И. Чичерин был возрастом старше М. Тюхина. Однако царским указом при назначении в посольство князю М. Барятинскому был положен оклад в 165 рублей в год, М. Тюхину — 100 рублей, а И. Чичерину только 70 рублей. Поэтому заключение некоторых исследователей о том, что М. Тюхин был «младшим по рангу» из послов этим фактом полностью опровергается. Есть основания полагать, что И. Чичерин воспринял такое своё положение как ущерб себе, потому что испросил себе у царя дополнительно думское жалование (что не получил думный дьяк М. Тюхин) на время посольства, хотя в то время никакие думские функции не исполнял. Определённая ревность И. Чичерина к М. Тюхину как к тому, кого принимал персидский шах, и желание выгородить себя привели к тому, что И. Чичерин фактически неправдиво свидетельствовал против М. Тюхина в боярском суде. Маловероятно, что у бояр больше веры было думному дьяку М. Тюхину, чем думному дьяку И. Чичерину, который подписал грамоту на царствие государю. Боярский суд в марте 1621 года приговорил сослать М. Тюхина в Туринский острог.
Предположительно, и сам царь Михаил Фёдорович (возможно его отец Филарет, который к этому времени вернулся из плена и получил большое влияние на царя) не очень верил в вину своего верного слуги М.Тюхина и уже через год в марте 1622 года разрешил М. Тюхину покинуть тюрьму, его супруге следовать за ним в Туринск и повелел служить государеву службу в детех боярских с окладом в 20 рублей и провиантом. Фактически М. Тюхину было государем положено содержание по категории Тобольских детей боярских, причём тобольский воевода в то время управлял всей Сибирью до самой Американской Аляски. Несмотря на то, что М. Тюхин имел в Туринском воеводстве наивысшее жалование, его оклад был в пять раз меньше посольского, и статус детей боярских был несравнимо ниже, чем думного дьяка, который имел свой двор и дом у стен московского Кремля. М. Тюхин по освобождении взялся за дело и составил наиболее точную перепись населения Сибири, так называемую «Дозорную книгу» 1624 года М. Тюхина, которая и по сей день является одним из наиболее точных современных источников.
Безупречная служба М. Тюхина государю была отмечена, когда после смерти Туринского воеводы М. Тюхин в период 1632—1633 годов был назначен исполнять его обязанности и по указу царя расследует воровство умершего Туринского воеводы, впоследствии расследует воровство Томского воеводы князя П. И. Пронского. Неизвестно, как далее могла продолжаться его деятельность на этом высоком посту, если бы не смерть отца государя патриарха Филарета и назначенная М. Тюхину 9 октября 1633 года царская амнистия. И. Чичерин, кому М. Тюхин был «обязан» своим заключением и ссылкой, весь этот период, когда М. Тюхин был в изгнании, был близок государю и исполнял обязанности воеводы в Уфе, Казани и частично Москве. Однако как только И. Чичерин прознал об освобождении М. Тюхина от опалы и его полной амнистии, немедля в 1633 году из воевод постригся в монахи. Михайле же Тюхину царь повелел выделить подводу и обеспечить ему за царский счёт доставку в Москву. Только не доехал М. Тюхин до Москвы. В марте 1634 года «на Вологде» его не стало.